# Sarsicytheridea bradii
Sarsicytheridea bradii is een mosselkreeftjessoort uit de familie van de Cytherideidae. De wetenschappelijke naam van de soort is voor het eerst geldig gepubliceerd in 1865 door Norman.